# 浅茂川漁港

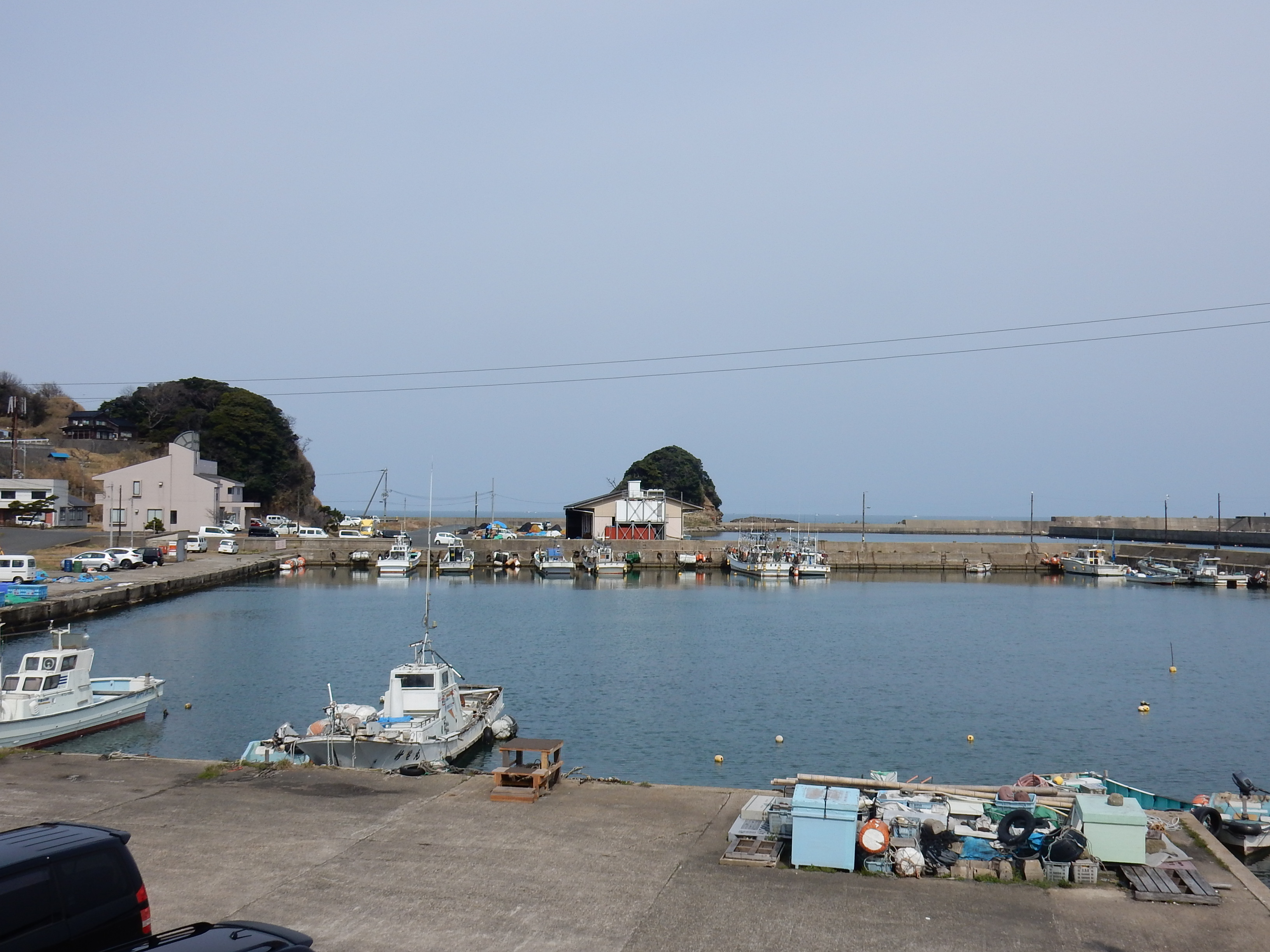
現在の浅茂川漁港

浅茂川漁港（あさもがわぎょこう）は、京都府京丹後市にある港で漁港漁場整備法（昭和25年5月2日法律第137号）第1章第5条に規定する第2種漁港である。福田川の河口にある。

## 概要
- 所在地 - 京都府京丹後市網野町浅茂川
- 管理者 - 京丹後市[1][2]

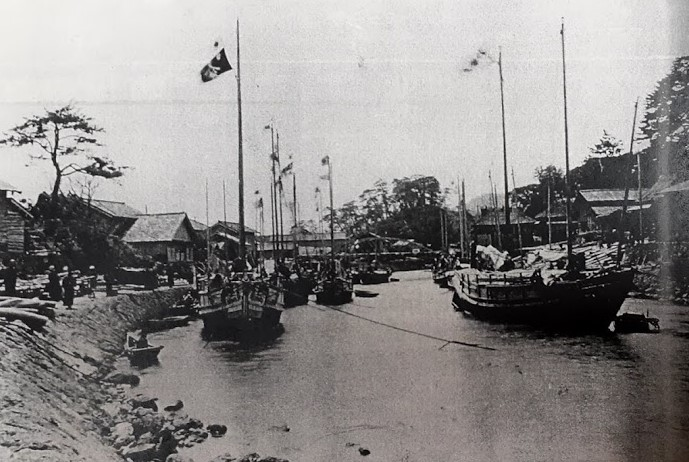
1916年の浅茂川港

- 漁業協同組合 - 京都府漁業協同組合 網野支所
- 組合員数 -
- 漁港番号 - 3020070

## 沿革
- 1951年（昭和26年）8月21日 - 第2種漁港に指定
- 2000年（平成12年）10月1日 - 全国豊かな海づくり大会が開催される

## 主な魚種
- アジ
- ブリ
- ハタハタ

## 主な漁業
- 小型定置網
- 採貝藻漁業